# Международный финансовый центр (Гуанчжоу)
Международный финансовый центр Гуанчжоу (кит. трад. 广州国际金融中心, упр. 廣州國際金融中心, пиньинь Guǎngzhōu Guójì Jīnróng Zhōngxīn) — сверхвысокий небоскрёб, построенный в стиле модернизм, находящийся в городе Гуанчжоу провинции Гуандун, Китай. Является западной частью комплекса Башни-близнецы Гуанчжоу (англ. Guangzhou Twin Towers, кит. 广州双子大楼) в округе Тяньхэ (кит. упр. 天河区, палл. Тяньхэ). Восточный близнец — Финансовый центр CTF, построенный в 2016 году.
Западная башня башен-близнецов Гуанчжоу (англ.  Guangzhou Twin Towers West Tower, кит. 廣州雙子大樓西塔) имеет высоту 437,5 метров, при количестве этажей — 103. Небоскрёб расположен на улице Чжуцзян силу (кит. 珠江西路), частью комплекса Западной башни также является 28-этажное здание, соединенное с башней 4-этажным общим цоколем. Башня международного финансового центра Гуанчжоу — второе по высоте здание в городе, 6-е по высоте в Китае, 11-е в Азии и 15-е в мире (на 2015 год).

## Проект и архитектура
Из 12, представленных на конкурсе в 2005 г., проектов двух башен близнецов, которые должны будут стать визитной карточкой строящегося в городе нового делового района Zhujiang New Town (кит. упр. 珠江新城, пиньинь Zhujiang Xincheng, буквально: «Новый город Жемчужной реки»), победил проект под названием Crystal английской архитектурной компании Wilkinson Eyre Architects.
Здание имеет профиль скругленного треугольника, что должно положительно сказаться на энергопотреблении. От основания башня слегка расширяется к середине и снова сужается к крыше, что придает строению особую изящность. Сердцевина башни выполнена из напряженного железобетона, форму придает трубчатый каркас, снаружи башня полностью облицована стеклом.
На проходящей в Каннах выставке недвижимости MIPIM Architectural Review Future Project Awards 2006 проект получил оценку Commended в разделе Tall Buildings.

## Внутри здания
4 подземных этажа отведены под парковку. Этажи ниже 70 занимают офисные помещения. С 70 по 98 находится пятизвездочный отель международной сети гостиниц Four Seasons. На 99 и 100 этажах располагаются кафе, рестораны, а также площадка обозрения. 103 этаж занимает вертолетная площадка.

## Галерея

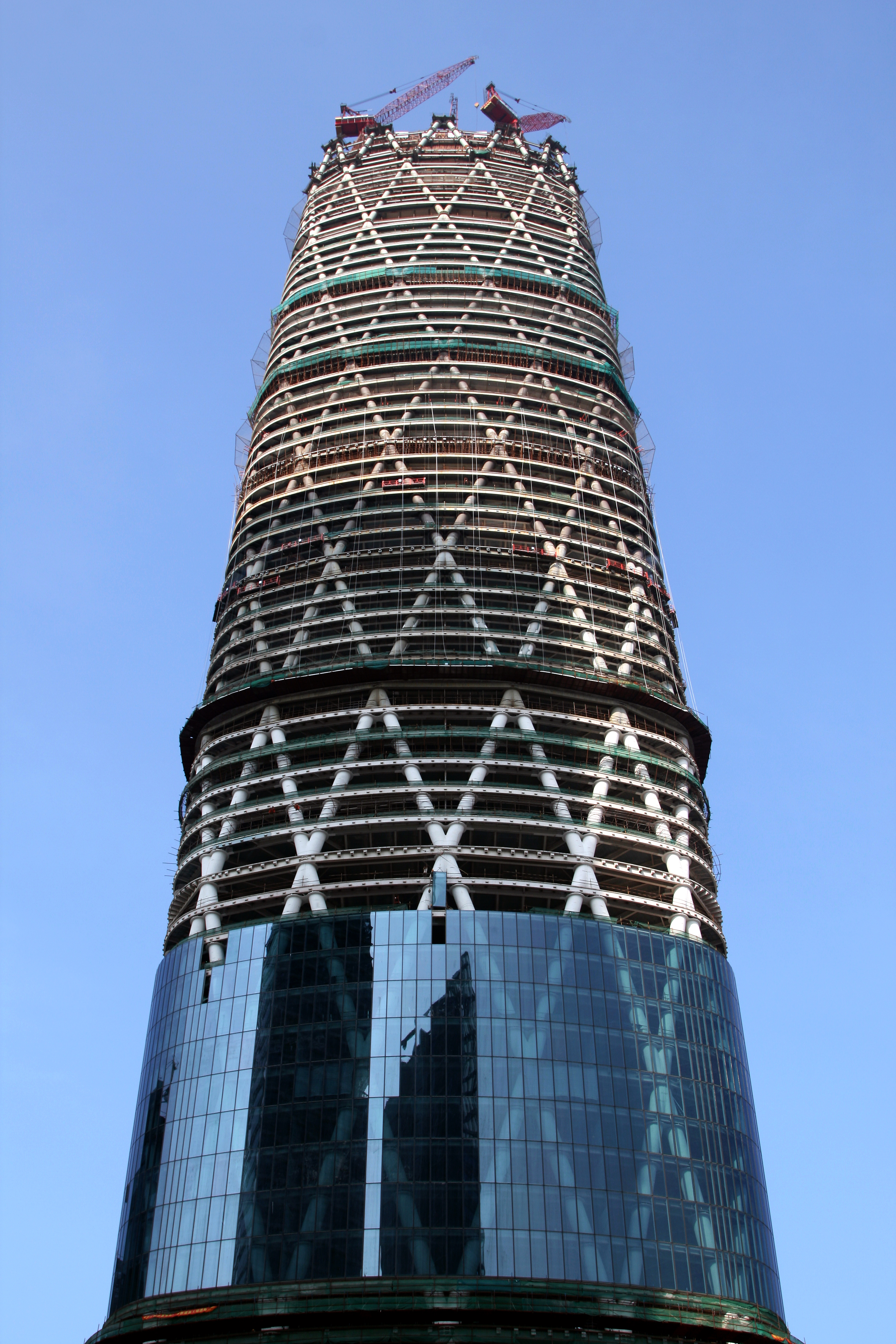
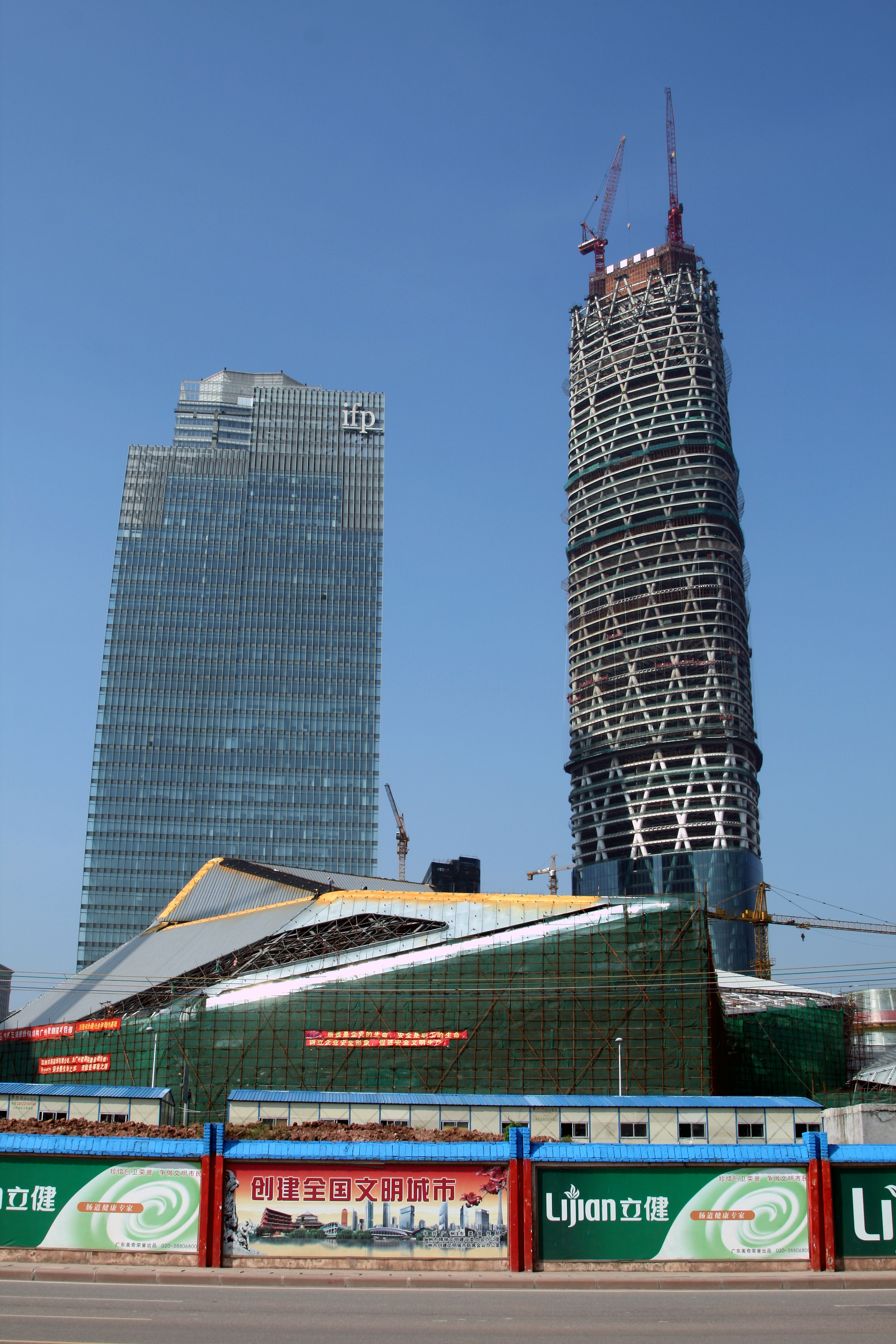
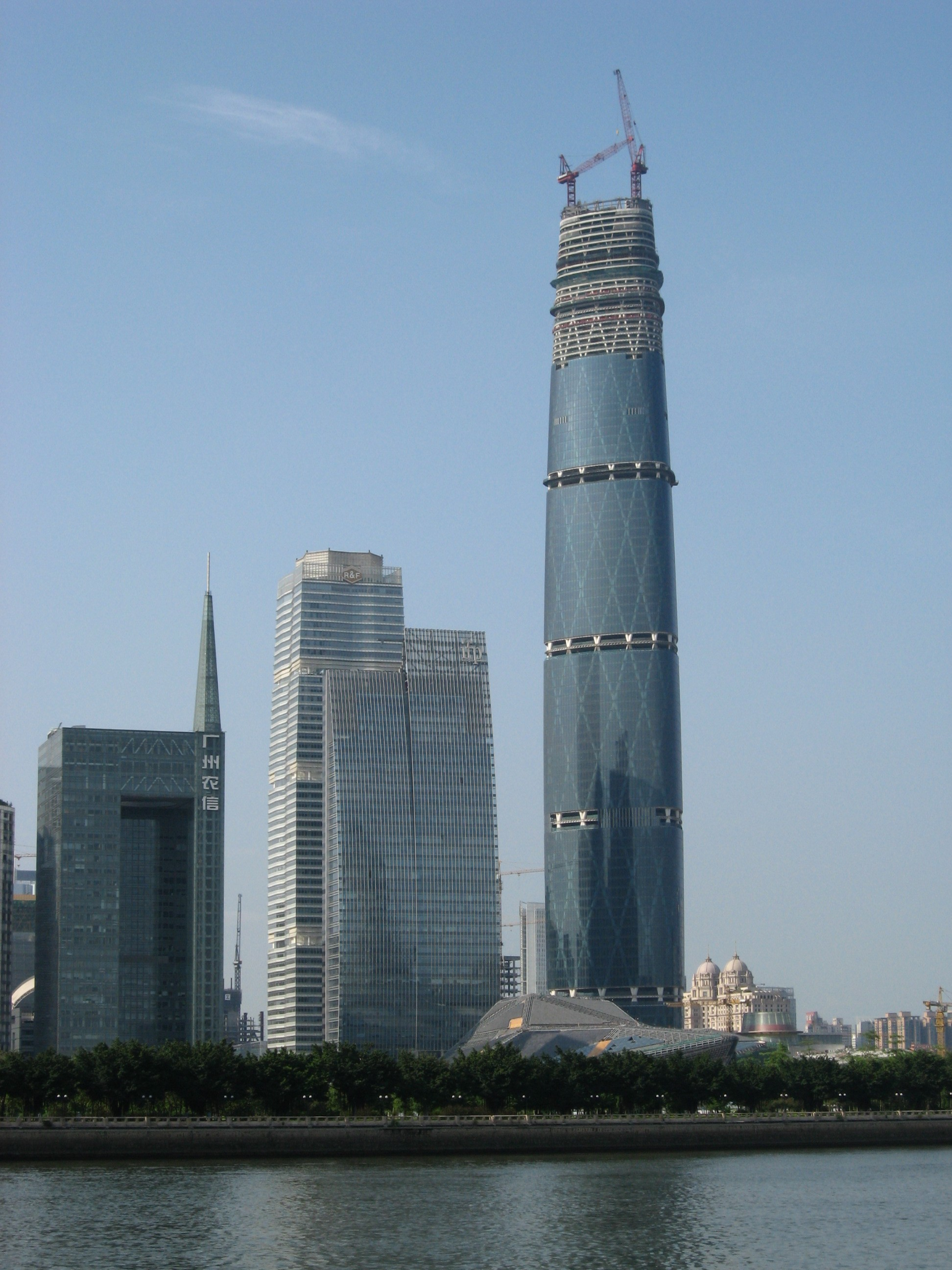
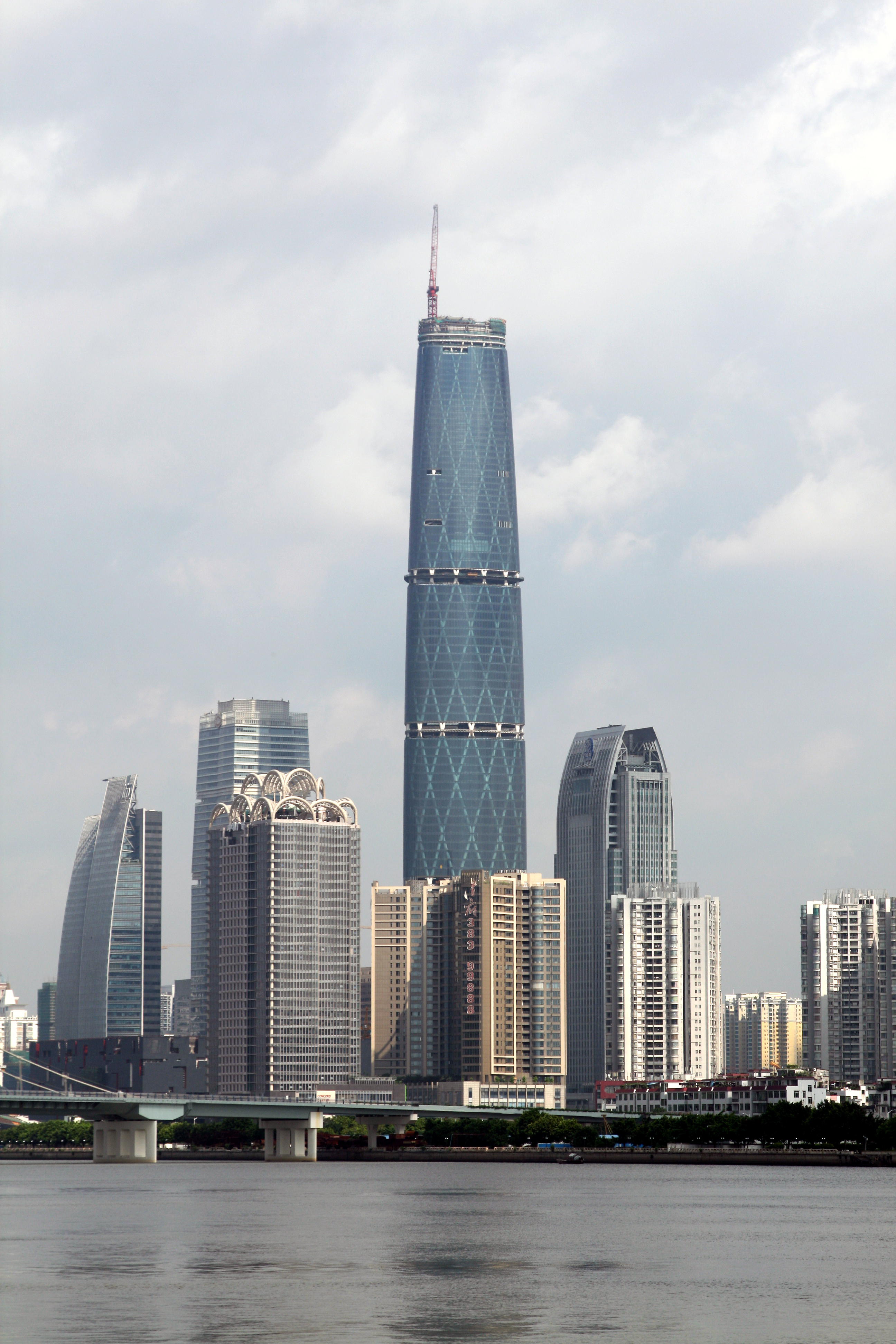